# Kshama Sawant

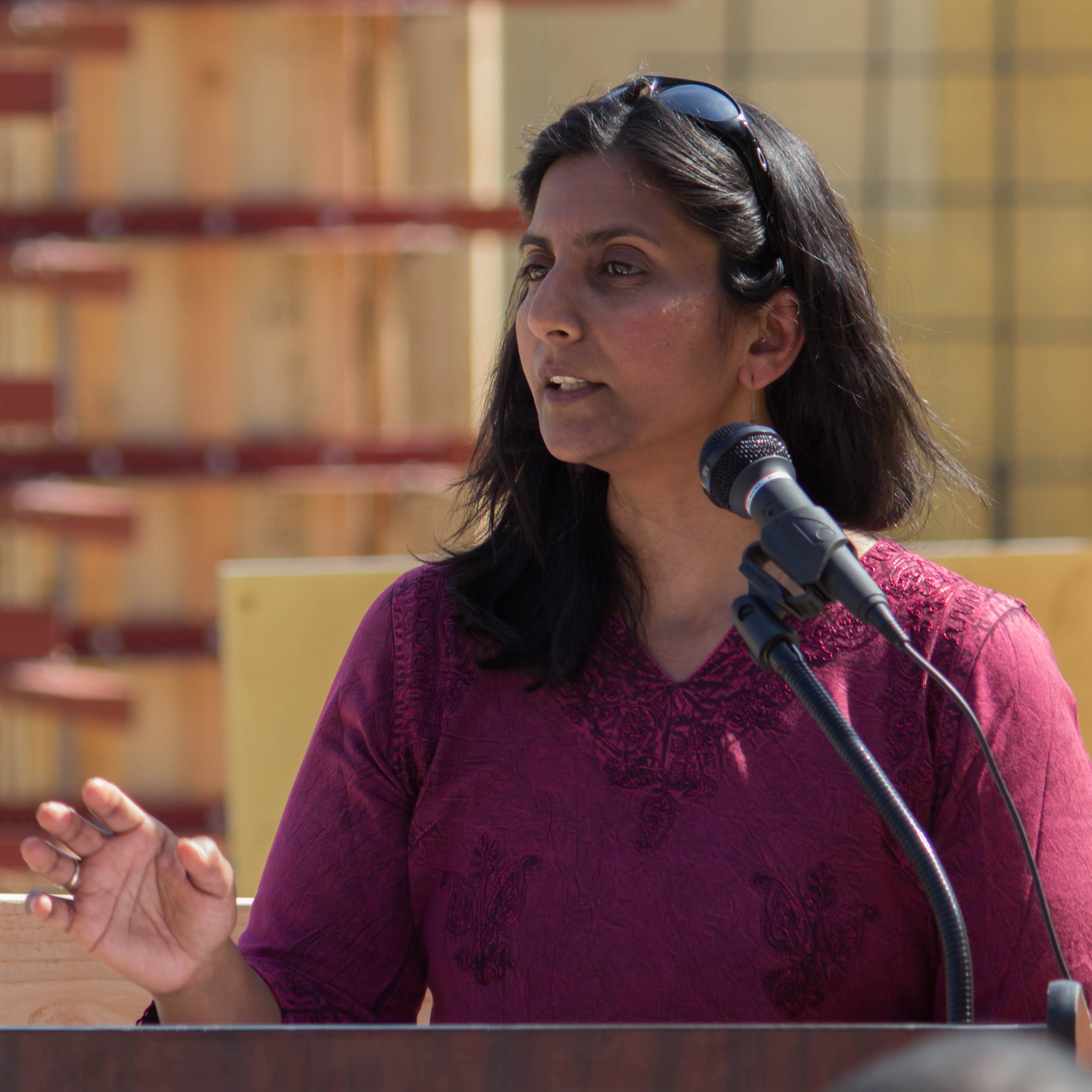
Kshama Sawant in 2015

Kshama Sawant (Pune, 17 oktober 1972) is een Indiaas-Amerikaans activiste en politica. Sawant studeerde informatica en economie in India en de Verenigde Staten. Sinds 2006 woont ze in Seattle, waar ze actief werd in de Occupybeweging en in de linkse politieke partij Socialist Alternative. In 2012 was Sawant kandidaat om Seattle te vertegenwoordigen in het lagerhuis van de staat Washington. Het volgende jaar stelde ze zich kandidaat om gemeenteraadslid te worden. Ze haalde 35% in de voorverkiezing en versloeg zittend gemeenteraadslid Richard Conlin nipt in de algemene verkiezing. Daarmee werd Sawant het eerste socialistische gemeenteraadslid in Seattle sinds 1877. In 2015 werd ze herkozen.